# Вілла-Кортезе
Вілла-Кортезе (італ. Villa Cortese) — муніципалітет в Італії, у регіоні Ломбардія, метрополійне місто Мілан.
Вілла-Кортезе розташована на відстані близько 500 км на північний захід від Рима, 27 км на північний захід від Мілана.
Населення — 6193 особи (2012).

## Демографія
Населення за роками:

Станом на 1 січня 2023 року в муніципалітеті офіційно проживало 316 іноземців з 40 країн, серед них 52 громадяни країн Євросоюзу та 16 громадян України.

## Сусідні муніципалітети
- Бусто-Гарольфо
- Даїраго
- Леньяно
- Сан-Джорджо-су-Леньяно